# Yamaha YZR-M1
Yamaha YZR-M1 —  гоночний мотоцикл з чотиритактним двигуном, розроблений компанією Yamaha Motor Company для участі у гонках серії MotoGP. Став наступником моделі YZR500. Випускається з 2002 року. Початково розроблявся із двигуном, об'ємом 990 см3, випускався також в модифікаціях з об'ємом 800 см3 та 1000 см3.
У березні 2013 року Yamaha Factory оголосила про можливість лізингу двигунів для приватних команд з сезону 2014 року, вартість комплекту з 5 двигунів об'ємом 1000 куб.см, технічна підтримка та обслуговування обійшлась для них в 820-830 тисяч €.

## Історія

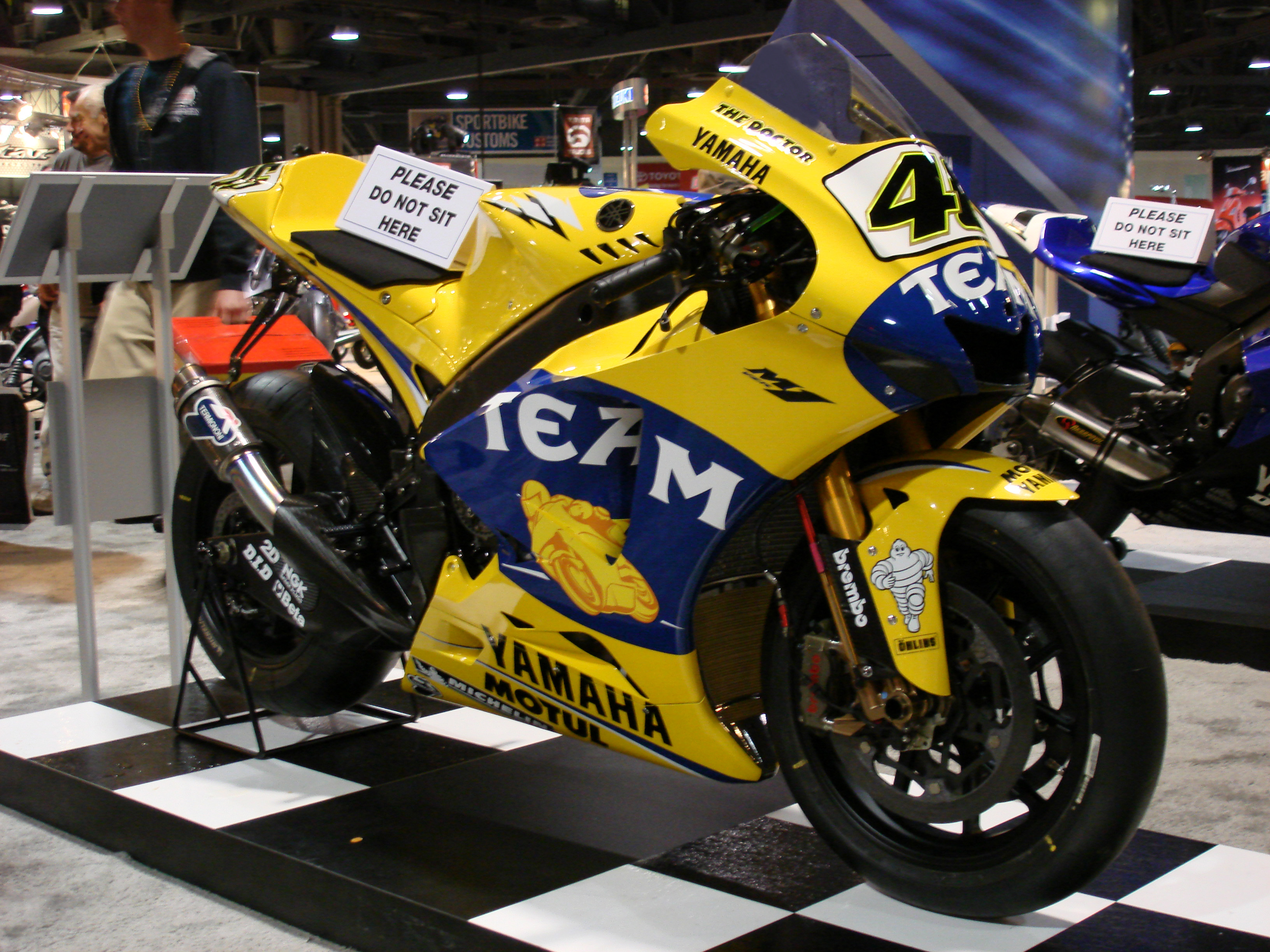
мотоцикл Валентіно Россі 2006 року Yamaha YZR-M1

У 2014 році заводські інженери приділили більше уваги злагодженій роботі системи гальмування мотоцикла, не тільки традиційними засобами, але, в основному, за рахунок роботи двигуна. У YZR-M1 була запроваджена нова система пониження передач без використання зчеплення, що, разом з безпоштовховою коробкою перемикання передач (англ. seamless transmission), дало гонщикам невелику перевагу.
Перед початком сезону 2015, на тестах у Малайзії, була випробувана абсолютно нова безпоштовхова коробка передач. На відміну від конструкції моделі Honda RC213V, вона дозволяла гонщикам переводити її у нейтральне положення  з будь-якої передачі, тоді як у Honda вона секвентального типу, тобто, наприклад з 5-ї передачі потрібно чотири рази виконати перемикання. Її запровадження дозволило гонщикам майже миттєво змінювати передачі, а також позитивно позначилось на довговічності задньої покришки.
У середині сезону, напередодні Гран-Прі Сан Марино, на зовнішній обвіс мотоцикла були встановленні аеродинамічні крильця, схожі як в Ducati Desmosedici GP15, що використовували їх вже з початку сезону.
У моделі 2016 року було радикально змінене розташування паливного бака. Згідно з новими правилами, його максимальний дозволений об'єм було збільшено до 22 літрів (з 20-и), тому інженери Yamaha вирішили перемістити його під сідло гонщика в задній частині мотоцикла — до цього паливний бак розташовувався традиційно над двигуном перед гонщиком.

## Переможці на М1

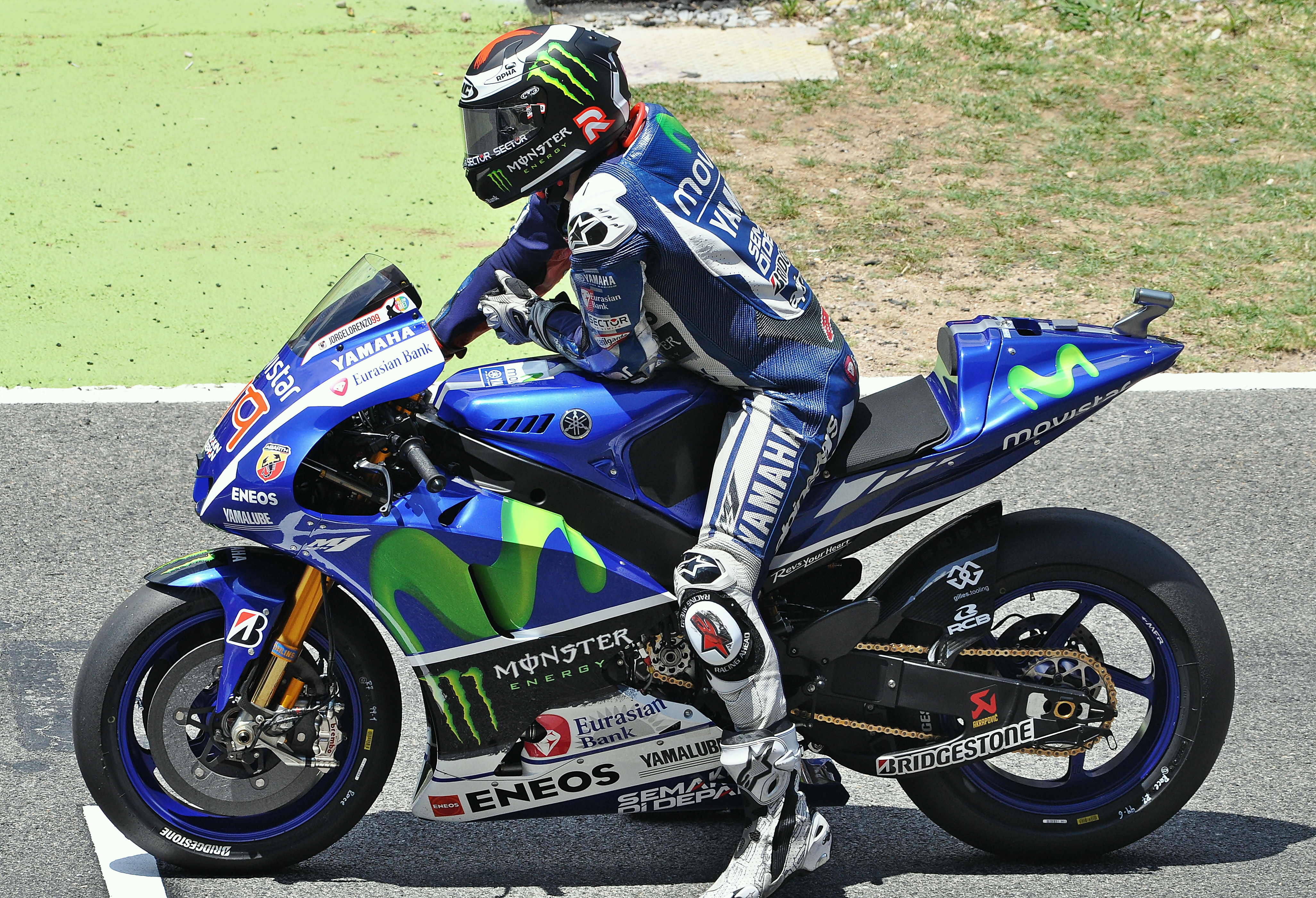
Хорхе Лоренсо на Yamaha YZR-M1 під час Гран-Прі Каталонії-2015

Кубок конструкторів — 5 разів:2005, 2008-2010, 2015.
Чемпіон світу серед гонщиків — 7 разів:

Валентіно Россі у 2004, 2005, 2008 та 2009;

Хорхе Лоренцо у 2010, 2012 та 2015.
Переможець гонки — 96 разів:

2002 Б'яджі 2;

2004 Россі 9;

2005 Россі 11;

2006 Россі 5;

2007 Россі 4;

2008 Россі 9, Лоренцо 1;

2009 Россі 6, Лоренцо 4;

2010 Лоренцо 9, Россі 2;

2011 Лоренцо 3, Спіс 1;

2012 Лоренцо 6;

2013 Лоренцо 8, Россі 1;

2014 Лоренцо 2, Россі 2;

2015 Лоренцо 7, Россі 4.

## Цікаві факти
- Для виточки картеру двигуна YZR-M1 використовується 90 кг алюмінію, при цьому кінцева маса деталі становить 4,5 кг. Процес виготовлення розподільчого вал у триває 12 тижнів, а його вартість становить 50 000 €[5].